# Acrilonitrile
L'acrilonitrile è un composto chimico di formula {\displaystyle {\ce {CH2=CHCN}}}. Si presenta come un liquido incolore dall'odore pungente, spesso con colorazione giallina a causa della presenza di impurità. È un importante monomero utilizzato nella sintesi di materie plastiche. La sua struttura consiste in un gruppo vinilico CH2CH- legato a un nitrile -CN.

## Applicazioni
L'acrilonitrile è utilizzato principalmente come monomero per la produzione di polimeri sintetici, specialmente il poliacrilonitrile per fibre acriliche. È anche un componente della gomma sintetica. La dimerizzazione dell'acrilonitrile produce adiponitrile, utilizzato nella sintesi di alcuni tipi di nylon. Piccole quantità sono utilizzate come fumigante. L'acrilonitrile e alcuni suoi derivati come il 2-cloro-acrilonitrile sono dei dienofili utilizzati nella reazione di Diels-Alder.

## Sintesi
Oggi quasi tutto l'acrilonitrile si produce industrialmente mediante due processi di ossidazione del propilene: uno con miscela di aria e ammoniaca detto ammonossidazione e l'altro con ossido di azoto.
- Ammonossidazione. Viene realizzata a una temperatura di poco inferiore ai 500 °C e pressione massima di 2 atm, in presenza di complessi del molibdeno che fungono da catalizzatori. L'equazione di reazione è la seguente:

{\displaystyle {\ce {2CH2=CHCH3 \ + \ 2NH3 \ + \ 3O2 -> 2CH2=CHCN \ + \ 6H2O}}}
- Ossidazione con ossido di azoto. Viene condotta in un impianto simile a quello della ammonossidazione, operando a una temperatura compresa tra 500 °C e 530 °C e utilizzando un catalizzatore costituito da argento finemente suddiviso e depositato su gel di silice o carborundum. La reazione è schematizzata nel seguente modo:

{\displaystyle {\ce {4CH2=\,CHCH3\ +\ 6NO->4CH2=CHCN\ +\ N2\ +\ 6H2O}}}